# Perapion affine
Perapion affine – gatunek chrząszcza z rodziny pędrusiowatych i plemienia Aplemonini. Zamieszkuje zachodnią Palearktykę. Żeruje na szczawiach.

## Taksonomia
Gatunek ten opisany został po raz pierwszy w 1808 roku przez Williama Kirby’ego pod nazwą Apion affine. 

## Morfologia
Chrząszcz o ciele długości od 1,6 do 2,2 mm. Ubarwienie ma czarne z metalicznie zielonkawymi, niebieskimi lub fioletowymi pokrywami. Oskórek porastają bardzo delikatne i słabo widoczne włoski.
Głowę rzeźbią grube,  w większości lekko wydłużone, stosunkowo gęsto rozmieszczone punkty. Policzki odznaczają się grubym punktowaniem i drobnym rowkowaniem. Siodełkowate wgłębienie wydzielające lekko zakrzywiony ryjek od czoła zaznaczone jest zwykle lepiej niż u P. marchicum.
Przedplecze ma boki zazwyczaj wyraźnie zaokrąglone, a wierzch wyraźnie wypukły. Na jego powierzchni obecne jest stosunkowo gęste, lekko wydłużone, grube punktowanie. W miarę trójkątna tarczka ma szerokość równą długości. Pokrywy nie są dłuższe niż dwuipółkrotność długości przedplecza, niemal zawsze ich długość jest między 1,4 a 1,5 raza większa od wspólnej szerokości; nasadę mają znacznie szerszą od przedplecza i ku tyłowi są rozszerzone mocniej niż u P. marchicum. Barki są dobrze rozwinięte. Rzędy są węższe od międzyrzędów. Brak na pokrywach szczecinek wyspecjalizowanych. Odnóża nie mają kolca na spodzie pierwszego członu stopy.
Pygidium samca jest szersze niż dłuższe. Genitalia samca mają tegmen o płatach parameroidalnych rozdzielonych u szczytu głębokim wcięciem. Płat środkowy edeagusa (prącie) jest spłaszczony, endofallus ma natomiast szczytową grupę gęsto upakowanych ząbków lub kolców, poprzeczne zmarszczki pośrodku, a u nasady środkową grupkę drobnych kolców lub ząbków i dwie grupy zaokrąglonych ząbków po jej bokach.

## Ekologia i występowanie
Owad ten zamieszkuje wilgotne stanowiska. Zarówno larwy, jak i postacie dorosłe są monofagicznymi fitofagami żerującymi na szczawiu polnym i zwyczajnym. Endofagiczna larwa żeruje, drążąc korytarze w łodygach kwiatonośnych rośliny, co powoduje formowanie się wrzecionowatych lub kulistawych wyrośli (galasów) osiągających do 2 cm długości. Wewnątrz nich następuje przepoczwarczenie. Postacie dorosłe obserwowane są od maja do września.
Gatunek palearktyczny. W Europie znany jest z Wielkiej Brytanii, Francji,  Luksemburga, Holandii, Niemiec, Austrii, Włoch, Danii, Szwecji, Norwegii, Finlandii, Estonii, Łotwy, Litwy, Polski, Czech, Słowacji, Węgier, Serbii, Bułgarii oraz europejskiej części Rosji. W Azji podawany jest z syberyjskiej części Rosji, Zakaukazia i Syrii, a w Afryce Północnej z Algierii. Na północ wykracza poza koło podbiegunowe.
Z Polski wykazywany głównie z południowo-zachodniej i północno-wschodniej części kraju. Na „Czerwonej liście gatunków zagrożonych Republiki Czeskiej” umieszczony został jako gatunek narażony na wymarcie (VU).